# Moelleriella
Moelleriella är ett släkte av svampar beskrivet av Giacomo Bresàdola. Moelleriella ingår i familjen Clavicipitaceae, ordningen köttkärnsvampar, Hypocreales, klassen Sordariomycetes, divisionen sporsäcksvampar, Ascomycota och riket svampar, Fungi.

## Dottertaxa tillMoelleriella, i alfabetisk ordning[1][3]
- Moelleriella alba Mongkols., Khons. & Luangsa-ard
- Moelleriella atroviridula (Rehm) G.Arnaud
- Moelleriella basicystis P.Chaverri & K.T.Hodge
- Moelleriella betulae (J.Reid & Piroz.) Arx & E.Müll.
- Moelleriella boliviensis P.Chaverri & K.T.Hodge
- Moelleriella castanea (Petch) P.Chaverri & K.T.Hodge
- Moelleriella chumphonensis Mongkols., Khons. & Luangsa-ard
- Moelleriella colliculosa (Speg.) P.Chaverri & K.T.Hodge
- Moelleriella cornuta P.Chaverri & K.T.Hodge
- Moelleriella disjuncta (Seaver) P.Chaverri & K.T.Hodge
- Moelleriella disseminata Syd. & P.Syd.
- Moelleriella durantae (Pat.) G.Arnaud
- Moelleriella epidendri Rehm
- Moelleriella epiphylla (Massee) P.Chaverri & K.T.Hodge
- Moelleriella erlangeae Hansf.
- Moelleriella evansii P.Chaverri & K.T.Hodge
- Moelleriella gaertneriana (Möller) P.Chaverri & K.T.Hodge
- Moelleriella guaranitica (Speg.) P.Chaverri & K.T.Hodge
- Moelleriella javanica (Penz. & Sacc.) P.Chaverri & K.T.Hodge
- Moelleriella libera (Syd. & P.Syd.) P.Chaverri & M.Liu
- Moelleriella macrostroma (P.Chaverri & K.T.Hodge) P.Chaverri & K.T.Hodge
- Moelleriella madidiensis P.Chaverri & K.T.Hodge
- Moelleriella microglossae Hansf.
- Moelleriella ochracea (Massee) M.Liu & P.Chaverri
- Moelleriella palmae (Berk. & M.A.Curtis) P.Chaverri & K.T.Hodge
- Moelleriella phukhiaoensis Mongkols., Thanakitp. & Luangsa-ard
- Moelleriella phyllogena (Mont.) P.Chaverri & K.T.Hodge
- Moelleriella pongdueatensis Mongkols., Thanakitp. & Luangsa-ard
- Moelleriella pumatensis T.T.Nguyen & N.L.Tran
- Moelleriella rhombispora (M.Liu & K.T.Hodge) M.Liu & P.Chaverri
- Moelleriella sirih Zimm.
- Moelleriella sloaneae (Pat.) P.Chaverri & K.T.Hodge
- Moelleriella sulphurea (Bres.) Bres.
- Moelleriella thanathonensis Y.P.Xiao, T.C.Wen & K.D.Hyde
- Moelleriella trichomicola Bat. & A.A.Silva
- Moelleriella turbinata (Petch) P.Chaverri & K.T.Hodge
- Moelleriella umbospora P.Chaverri & K.T.Hodge
- Moelleriella verruculosa (Möller) P.Chaverri & K.T.Hodge
- Moelleriella zhongdongii (M.Liu & K.T.Hodge) M.Liu & P.Chaverri